# OFD Ostfriesischer-Flug-Dienst
OFD Ostfriesischer Flugdienst (OFD Oost-Friese luchtvaart maatschappij) is een Duitse luchtvaartmaatschappij uit Emden die vluchten onderhoudt naar de Duitse waddeneilanden en is eigendom van de rederij AG Ems

## Geschiedenis
OFD Ostfriesischer Flugdienst is ontstaan vanuit de Duitse luchtvaartmaatschappij Ostfriesische Lufttransport (OLT). Deze maatschappij werd opgericht en voerde tot 2011 naast lijndiensten vanaf luchthaven Bremen ook het eilandvervoer uit. In 2011 werd OLT overgenomen door het Poolse Amber Gold waarbij het bedrijf gesplitst werd: de lijndiensten gingen verder onder de naam OLT Express Germany, de eilandvluchten werden ondergebracht in het aparte bedrijf OFD Ostfriesischer Flugdienst. OLT Express Germany is in 2013 failliet gegaan.

## Bestemmingen
OFD voert de volgende lijndiensten uit:
- Emden - Borkum
- Bremerhaven - Helgoland
- Heide - Büsum - Helgoland

Daarnaast worden er rondvluchten, charter vluchten, vluchten tussen de verschillende eilanden, dagtochten en vluchten voor doeleinden als kaarten maken en milieu aangeboden.

## Vloot
In februari 2012 bestond de vloot uit de volgende toestellen:
- 3 Britten-Norman BN-2 Islander
- 1 Gippsland GA-8 Airvan
- 1 Cessna 172
- 1 Cessna 208